# Koroszteny
Koroszteny (Коростень, oroszul Korosztyeny) város Ukrajna Zsitomiri területének északi részén, a Korosztenyi járás székhelye. A 2025-es népszámláláskor 56 ezer lakosa volt, a terület 3. legnépesebb városa.[forrás?]

## Fekvése

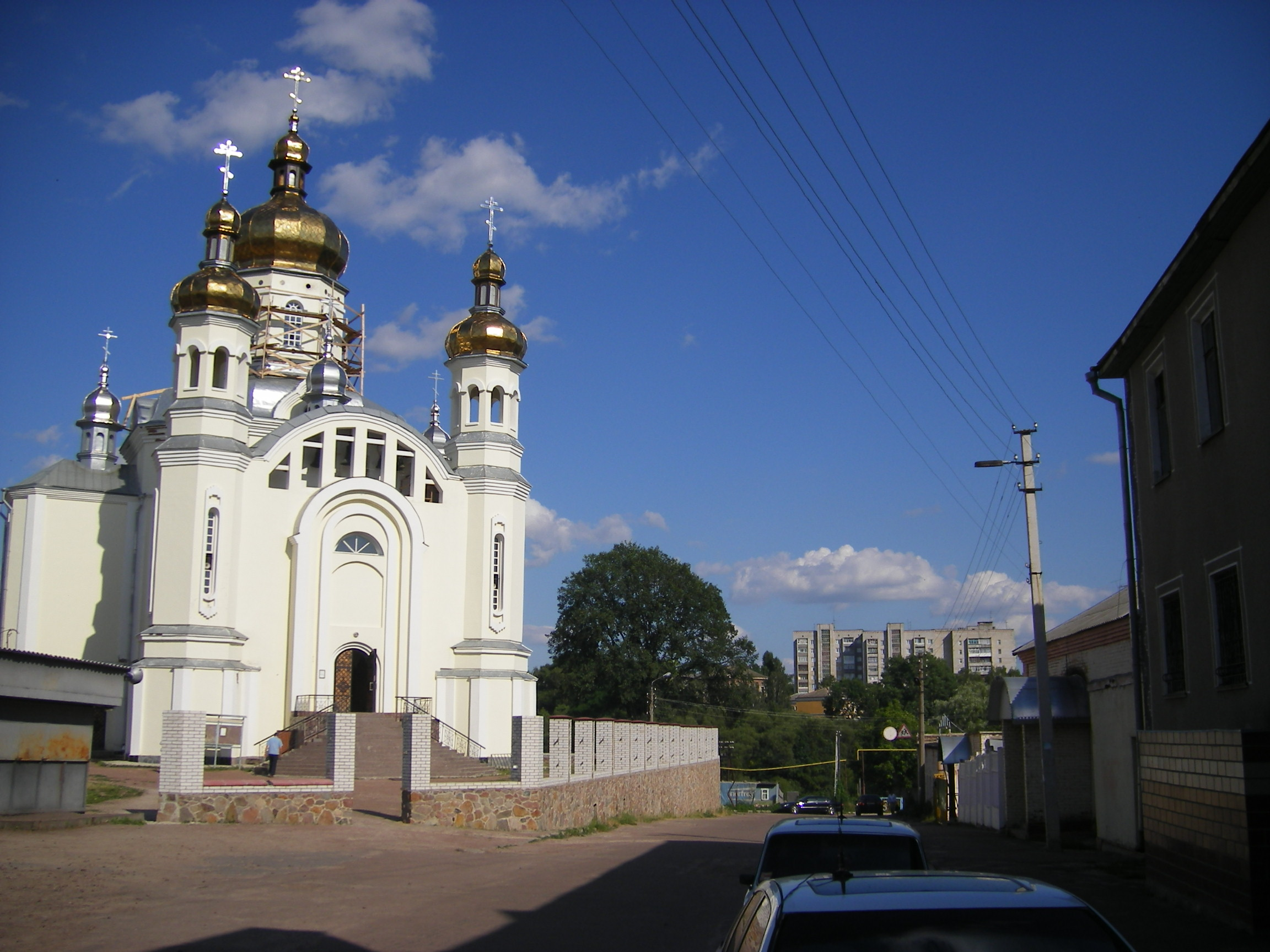
Az újonnan épült ortodox templom

Zsitomirtól 77 km-re északra fekszik, az Uzs-folyó partján, a Polisszja (Poleszje) síkvidékén. Északról hatalmas összefüggő erdőség övezi. Közigazgatásilag járási jogú város, területe 34 km².

## Történelem
Koroszteny középkori eredetű település, első írásos említése 914-ből származik. A 10. században a drevljan törzs székhelye volt, akik szembeszegültek a terjeszkedő kijevi fejedelemséggel és 945-ben Igor fejedelmet is megölték (a legenda szerint a Nemirivka falu melletti Mohila Igora-kurgánban temették el).  Özvegye, Olga hercegnő bosszúból felégettette az akkor Iszkorosztyeny néven ismert települést. 1240-ben a mongolok elpusztították. 1370-ben a Litván Nagyfejedelemség része lett. 1589-ben városi jogokat kapott. 1649-1667 között Bohdan Hmelnickij felkelőinek kezén volt, majd a lengyelek visszafoglalták. 1795-ben Oroszországhoz csatolták. 1902 után a vasút megépülésével gyors fejlődésnek indult, ekkor kapta mai nevét is. 1926-ban az USZSZK-ban is megkapta a városi jogokat. A második világháborúban csaknem teljesen elpusztult. A németek 1941. augusztus 7-én foglalták el. A kijevi hadműveletek során 1943. november 17-én a szovjetek kis időre visszafoglalták, de véglegesen csak december 28-án szabadult fel. 1972-ben 57 ezer lakosa volt. 

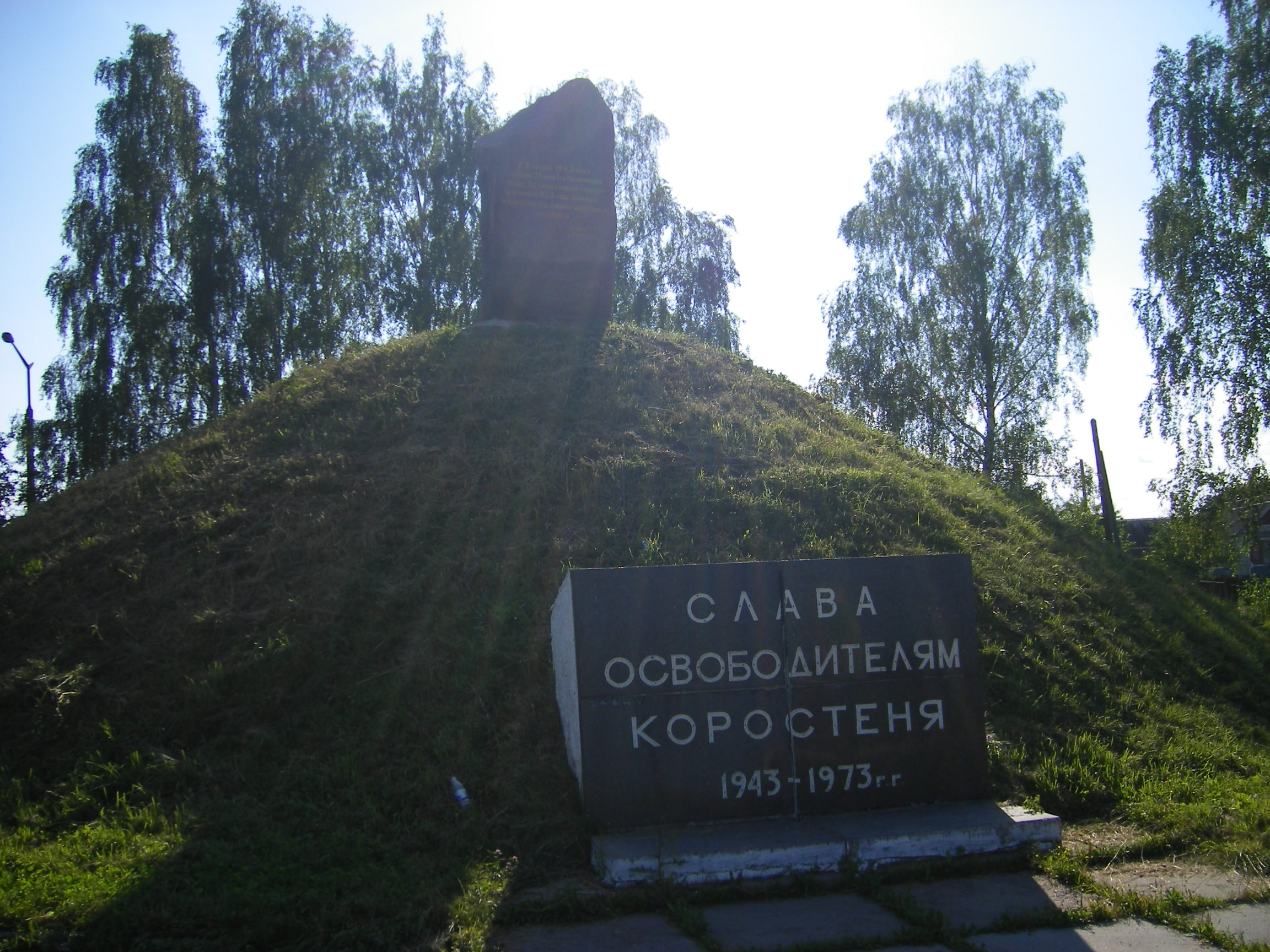
A város felszabadulásának emlékhelye (Kurgan szlavi)

## Gazdaság
A városban az ország egyik legismertebb porcelángyára működik. Fafeldolgozás, lakkfestékek előállítása, gépgyártás (tőzegbányászati és vegyipari gépek), élelmiszeripar (húskombinát), textilipar, gránitbányászat. Fontos vasúti csomópont (Novohrad-Volinszkij, Kijev, Zsitomir, Mazir, Szarni irányába haladó vágányokkal), a kijevi helyiérdekű vasút végállomása. Itt keresztezi egymást a Kijev-Breszt, valamint a Szentpétervár-Odessza vasútvonal. A város mellett halad el a Mozirból érkező Barátság-kőolajvezeték leágazása Magyarország felé.
Az M07-es főút Kijevvel (180 km) és Szarnin, valamint Kovelen keresztül a lengyel határral, a P10-es út pedig a területi székhellyel és a fehérorosz határral (Visztupovicsi, 84 km) köti össze.

## Nevezetességek
A városban áll Nyikolaj Scsorsznak, az orosz polgárháború bolsevik partizánvezérének szobra, aki a közeli Beloscsica faluban esett el 1919. augusztus 30-án. Szobrot állítottak még Lukian Tabukasvilinek, Tarasz Sevcsenkónak és a járási hivatal épülete előtti téren Leninnek.

## Külső hivatkozások
- Hivatalos honlap Archiválva 2019. szeptember 21-i dátummal a Wayback Machine-ben (ukránul)
- Városi információs portál (ukránul)

1. ↑  Ukrán Statisztikai Hivatal: Чисельність наявного населення України на 1 січня 2022 року. Number of Present Population of Ukraine, as of January 1, 2022 . Ukrán Statisztikai Hivatal